# Спасоје Дакић
Спасоје Дакић (Мала Црна Гора, 1912 — Кањон реке Таре, 1946) је био југословенски жандармеријски наредник и командант Челебићког батаљона Фочанске бригаде Југословенске војске у Отаџбини.

## Биографија
Рођен је 1912. године у селу Мала Црна Гора код Жабљака, као син Станише Дакића и Станојке Шипчић. Његов рођак је био Радоје Дакић, политички комесар Другог ударног корпуса и секретар Покрајинског комитета КПЈ за Црну Гору и Боку (након рата проглашен за народног хероја). Похађао је школу у Пљевљима и Фочи, а затим одлази у Сарајево на одслужење војног рока при жандармерији, где стиче и чин наредника.
За време Другог светског рата је командовао Челебићким батаљоном Фочанске бригаде Југословенске војске у Отаџбини, а један од његових војника је био и његов рођак по мајци Владимир Владо Шипчић. Дакић је оптужен да је у јулу 1942. године убио и опљачкао британског обавештајног мајора Теренса Атертона и његовог пратиоца Патрика О’Донована.
Погинуо је 1946. године у кањону реке Таре, у борби са припадницима КНОЈ-а и Озне.